# Gabriele Dinsenbacher
Gabriele „Gaby“ Dinsenbacher-Bleek (* 23. Mai 1952 in Bad Aibling) ist eine deutsche Dokumentarfilmerin.

## Leben
Dinsenbacher, Tochter eines Lehrerehepaars, wuchs mit ihren beiden Brüdern in Füssen auf.
Sie studierte Romanistik, Italianistik, Anglistik und Kunstgeschichte an der Ludwig-Maximilians-Universität München, der Universität Venedig und der Universität Tours. Seit 1979 arbeitet sie als freie Filmautorin beim Bayerischen Fernsehen. Ihre Dokumentationen beziehen sich überwiegend auf Italien und Bayern mit Schwerpunkt Menschen- und Landschaftsportraits. 1991 zog sie mit ihren beiden Kindern von München in ihr Haus in Uffing am Staffelsee, wo sie bis heute lebt und arbeitet.

## Filmografie
| Lauten und Geigen                                                        | 1986   | 45’ | BR                               |
| Treviso – im Garten von Venedig                                          | 1988   | 45’ | BR                               |
| Immer wieder Abschied nehmen – Die Schriftstellerin Hilde Spiel          | 1989   | 60’ | BR                               |
| Ewig dein – ewig mein Mozart                                             | 1991   | 60’ | BR und ORF                       |
| Das Russenhaus Gabriele Münter und Kandinsky in Murnau                   | 1993   | 45’ | BR                               |
| Bayerischer Kalender: Die Heiligen Dreikönige                            | 1994   | 30’ | BR                               |
| Bayerischer Kalender: Maria Maienkönigin                                 | 1994   | 30’ | BR                               |
| Bayerischer Kalender: Fronleichnam                                       | 1994   | 30’ | BR                               |
| Wo die Zitronen blühn... Orangerien und Glaspaläste                      | 1994   | 45’ | BR                               |
| Piemont – am Fuß der Berge                                               | 1995   | 45’ | BR                               |
| Am seidenen Faden – Die Weberei von Asolo                                | 1995   | 45’ | BR                               |
| Thomas und Katja Mann – Eine bürgerliche Ehe                             | 1995   | 45’ | BR                               |
| Ein Augenblick gelebt im Paradiese – Carl Zuckmayer in Henndorf          | 1996   | 45’ | BR                               |
| Das Murnauer Moos                                                        | 1996   | 45’ | BR                               |
| Vom einsamen Leben – Eremiten und Eremitagen                             | 1996   | 45’ | BR                               |
| Therese Giehse – Ein Leben in Bühnenbildern                              | 1997   | 45’ | BR                               |
| Nachdenken über Therese Giehse – Ein Gespräch mit Peter Stein            | 1997   | 30’ | BR                               |
| Die Künstlerfamilie Hanfstaengl                                          | 1997   | 45’ | BR                               |
| Deutschland, schwierig Vaterland – Ernst und Egon Hanfstaengl            | 1998   | 45’ | BR                               |
| Schloß und Riegel – Das Leben der Birgitta Wolf                          | 1998   | 45’ | BR                               |
| Puppenkinder – Das Leben der Käthe Kruse                                 | 1998   | 45’ | BR                               |
| Goethe in Weimar                                                         | 1999   | 60’ | BR                               |
| Die Geister, die man rief... – Weimarer Klassik                          | 1999   | 45’ | BR und Stiftung Weimarer Klassik |
| Kindheitsgeschichten – Der Schriftsteller Frank Mc Court                 | 1999   | 45’ | BR                               |
| Bilderbuch Deutschland – Das Werdenfelser Land                           | 1999   | 45’ | BR                               |
| Capri und die Küste von Amalfi                                           | 2000   | 45’ | BR                               |
| Villen für die Sommerfrische – Der Architekt Emanuel v. Seidl            | 2000   | 45’ | BR                               |
| Erzähltes Land: Im Süden Siziliens – Der Schriftsteller Andrea Camilleri | 2000   | 45’ | BR                               |
| Mord am Fjord – Die Schriftstellerin Karin Fossum                        | 2001   | 45’ | BR                               |
| Sotavento – Land unter dem Wind                                          | 2001   | 45’ | BR                               |
| Im Schatten des Vulkans – Der Schriftsteller Erri De Luca                | 2002   | 45’ | BR                               |
| Bittersüßes Land – Der Süden Siziliens                                   | 2002   | 45’ | BR                               |
| Wochenend und Sonnenschein – Vokalensemble ‚Stimmbruch’                  | 2003   | 45’ | BR                               |
| Könige, Kardinäle und Kurtisanen – Der Schriftsteller Luigi Malerba      | 2003   | 45’ | BR                               |
| Im Wilden Westen der Toskana – Die südliche Maremma                      | 2003   | 45’ | BR                               |
| Winter im Murnauer Land                                                  | 2003   | 45’ | BR                               |
| Bürgersohn und Bürgerschreck – Der junge Bertolt Brecht                  | 2004   | 45’ | BR                               |
| Rund um die Osterseen                                                    | 2004   | 45’ | BR                               |
| Im Tal des Königs Ludwig II, Elmau und der Schachen                      | (2004) | 45’ | BR                               |
| Winter in Ettal                                                          | 2005   | 45’ | BR                               |
| Wie im Bilderbuch... – Lebenslinie Reinhard Michl                        | 2005   | 45’ | BR                               |
| Wo Milch und Wasser fließen... – Im Oberallgäu                           | 2005   | 45’ | BR                               |
| Der alte Schwabinger Friedhof – Begegnungen mit dem Leben                | 2006   | 45’ | BR                               |
| Im Karwendel – Zwischen Isar und Rissbach                                | 2006   | 45’ | BR                               |
| Im Karwendel – Der Große Ahornboden und die Engalm                       | 2008   | 45’ | BR                               |
| Mäxl – Ein liebenswerter Spinner – Lebenslinien                          | 2007   | 45’ | BR                               |
| Mohnernte im Waldviertel                                                 | 2007   | 30’ | BR                               |
| Kräuterernte                                                             | 2007   | 30’ | BR                               |
| Hippie mit Hackbrett – Die Geschichte der Anna W. – Lebenslinien         | 2008   | 45’ | BR                               |
| Sommerfrische im Salzkammergut (Als die Fremden kamen...)                | 2009   | 45’ | BR                               |
| Die Gänsemutter Angelika Hofer – Lebenslinien                            | 2010   | 45’ | BR                               |
| Sommerfrische am Wörthersee                                              | 2010   | 45’ | BR                               |
| Dokumentarfilm: Leben auf der Insel                                      | 2011   | 90’ | BR                               |
| Der Clown Pierino – Lebenslinien                                         | 2011   | 45’ | BR                               |
| Schlossgeschichten Blumenthal: Die Drei-Generationen-WG im Fuggerschloss | 2012   | 45’ | BR                               |
| Das Fremde in mir – Ransome Stanley – Lebenslinien                       | 2012   | 45’ | BR                               |
| Die Skirunde Grande Guerra in den Dolomiten – Traumpfade                 | 2013   | 45’ | BR                               |
| Mutterseelenallein – Maria von Blumencron – Lebenslinien                 | 2013   | 45' | BR                               |
| Lisa Fitz – „Ich wollt Kasperl werden, nicht Gretel“ – Lebenslinien      | 2014   | 45' | BR                               |
| Wasserburg – Grüne Insel im Inn                                          | 2016   | 45’ | BR                               |
| Gertrud Haarer: Meine deutsche Mutter – Lebenslinien                     | 2017   | 45’ | BR                               |

Außerdem seit 1979:
Zahlreiche Kurzdokumentationen und Magazinbeiträge u. a. für
‚Zwischen Spessart und Karwendel’
‚Bücher beim Wort genommen’
‚Lesezeichen’ etc

## Sonstige Veröffentlichungen
- Lauten, Geigen, Orgeln. Füssen, die Stadt des Instrumentenbaues, Stadtmuseum, Füssen 1999 (Ausstellungskatalog)[4]